# 소리사탕-나를 채우는 너의 소리
《소리사탕-나를 채우는 너의 소리》는 대한민국의 티빙 오리지널 드라마이다.

## 기획 의도
제주 펜션에 모인 청춘남녀들이 신비의 소리사탕으로 인해 사랑과 우정을 회복하는 청춘 판타지 로맨스

## 스트리밍 일정
| 스트리밍 | 기간                               | 업로드 본방송 시간   | 비고 |
| -------- | ---------------------------------- | -------------------- | ---- |
| TVING    | 2023년 6월 3일 ~ 2023년 7월 8일    | 매주 토요일 밤 11시  |      |
| 채널 A   | 2023년 12월 3일 ~ 2023년 12월 31일 | 매주 일요일 새벽 1시 |      |

## 제작진
- 제작사: n.CH엔터테인먼트
- 연출: 강희주
- 극본: 김은예

## 등장 인물

### 주요 인물
- 최유정 : 고채린 역
- 김종현 : 강해성 역
- 이한준 : 유승연 역
- 백서후 : 부현준